# Léonard Paillé
Pour les articles homonymes, voir Paillé.
Léonard Paillé dit Paillard est un maître charpentier de moulins, né en 1647 en Haute-Vienne. Vers 1670, il migre au Canada et s’installe d’abord à Québec. Il meurt à Montréal en 1729.

## Biographie
Fils d’André Paillard et de Catherine Geoffroy, Léonard Paillé se porte « engagé » chez Jean Lemire, charpentier demeurant près de Québec. En 1678 il épouse, à Beauport, Louise-Marie Vachon, fille de notaire. Le couple aurait eu 9 enfants. Ses fils Charles et Gabriel ont appris le métier de leur père en travaillant avec lui.
C’est de Jean Lemire que Paillé aurait appris le métier de charpentier de moulins. Il a cependant terminé son apprentissage en 1675 avec Pierre Mercereau, dont il devint ensuite le compagnon charpentier.
Selon l’historien Peter N. Moogk, le « métier de constructeur de moulins répondait à l’un des plus urgents besoins de la colonie », en particulier à Montréal où Paillé s’est établi. Cette région « était appelée à devenir le centre principal du commerce du bois et de la culture du blé en Nouvelle-France ; il fallait donc bâtir des scieries et des moulins à céréales pour répondre aux besoins de la colonie et faire l’exportation du bois d’œuvre et de la farine ». C’est ce qui explique que Paillé ait eu besoin de céder quelques-uns de ses nombreux contrats à d’autres charpentiers, car il acceptait « plus de travail qu’il n’était capable d’en faire » . On lui reconnaît notamment la construction des éléments de charpenterie du Moulin à vent de Pointe-du-Moulin à l’île Perrot, à l’ouest de Montréal.
À 74 ans, Paillé se rend « jusqu’à Détroit pour y effectuer des réparations à un moulin et faire divers petits travaux de menuiserie ».